# Batalla de la Frontera

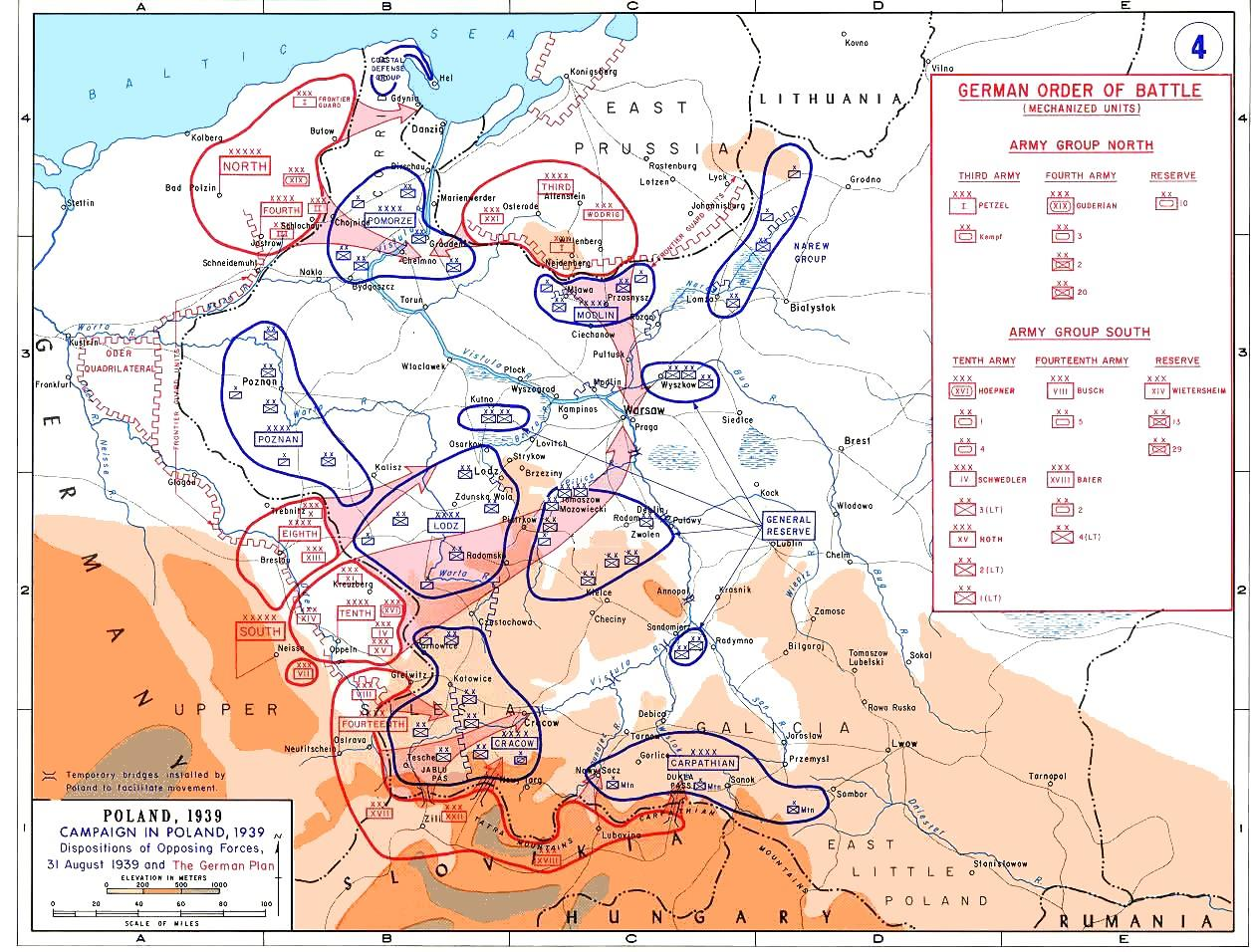
Fuerzas alemanas y su plan de ataque a partir del 31 de agosto

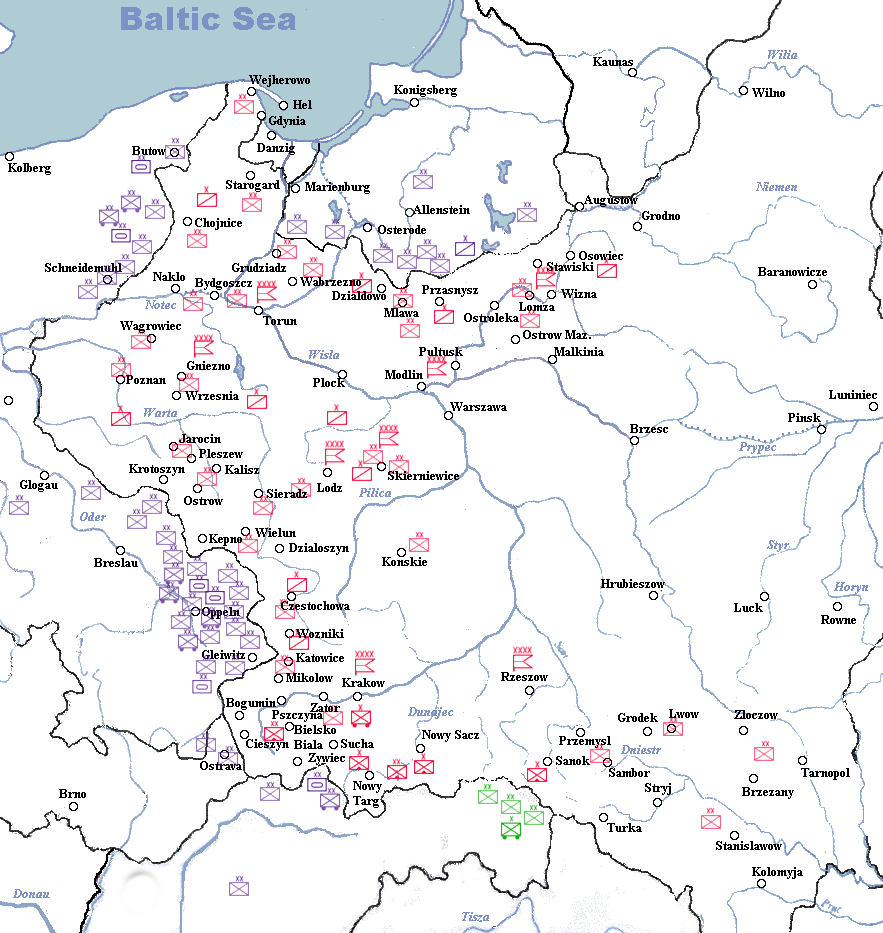
Ubicación de las divisiones el 1 de septiembre de 1939

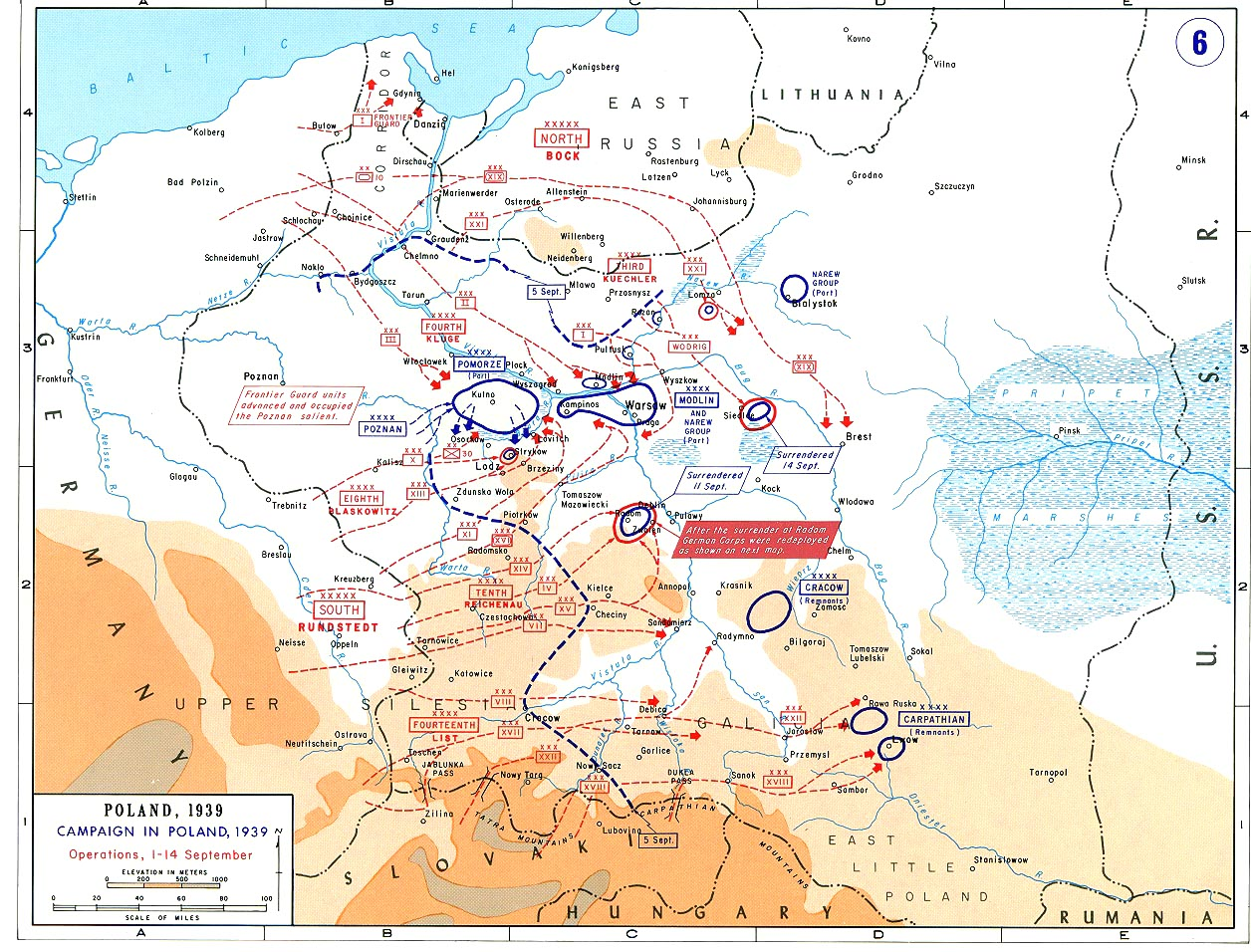
Movimientos de las tropas el 14 de septiembre

La batalla de la Frontera se refiere a los combates que se produjeron en los primeros días de la invasión alemana de Polonia en septiembre de 1939. La serie de batallas, terminó en una victoria alemana, con las fuerzas polacas destruidas o forzadas a retirarse

## La batalla
A las 08:00 horas, el 1 de septiembre, las tropas alemanas, aún sin una declaración formal de guerra emitida, atacaron cerca de la ciudad polaca de Mokra; la batalla de la frontera había comenzado. Más tarde ese mismo día, los alemanes abrieron frentes a lo largo de Polonia occidental, las fronteras del sur y del norte, mientras que la aviación alemana inició incursiones en ciudades polacas. Las principales rutas de ataque conducían hacia la frontera de Polonia occidental. 
En el noroeste, el ejército alemán atacó Pomerania , moviéndose desde el oeste de Alemania propiamente y de Prusia Oriental. En la Batalla del bosque de Tuchola que duró del 1 al 5 de septiembre se dividió el ejército polaco, una parte seguiría defendiendo la costa en los próximos días o semanas, mientras que el resto se vio obligado, junto al ejército de Poznań bajo órdenes de Tadeusz Kutrzeba, a retirarse al este desde sus líneas defensivas, hacia Kujawy.
En el norte de Polonia (Masovia), antes del 3 de septiembre, el Tercer Cuerpo de Ejército alemán había derrotado al ejército polaco en la batalla de Mława; las fuerzas polacas se retiraron hacia sus líneas secundarias de defensa en los ríos Vístula y Narew, permitiendo a los alemanes a avanzar hacia su objetivo principal, la capital polaca de Varsovia.
El 6 de septiembre las fuerzas polacas estaban en retiro y el Mariscal de Polonia Edward Rydz-Śmigły ordenó a todas las tropas a replegarse a las líneas secundarias de las defensas de los ríos Vístula y San.

## Batallas de la frontera
La Batalla de la Frontera incluye las batallas siguientes:
- Defensa de la Oficina de Correo polaca en Danzig (Gdańsk) - 1 septiembre
- Batalla de Chojnice- 1 septiembre
- Skirmish De Krojanty - 1 septiembre
- Batalla de Lasy Królewskie - 1 septiembre
- Batalla de Mokra - 1 septiembre
- Batalla por Żory - 1 septiembre
- Batalla de Pszczyna - 1 a 4 septiembre
- Batalla de Grudziądz - 1 a 3 septiembre
- Batalla de Mława y Ciechanow - 1 a 4 septiembre
- Batalla de Jordanów - 2 septiembre
- Redada en Fraustadt - 2 septiembre
- Batalla de Węgierska Górka - 1 a 3 septiembre
- Defensa de Katowice  - 3 a 4 septiembre

- Batalla de Tuchola Bosque - 1 a 5 septiembre
- Defensa de Silesia - 1 a 5 septiembre
- Batalla de Borowa Góra - 2 a 5 septiembre
- Batalla de Westerplatte - 1 a 7 septiembre

- Batalla de Różun - 4 a 6 septiembre
- Batalla de Piotrków Trybunalski - 5 a 6 septiembre
- Batalla de Tomaszów Mazowiecki - 6 septiembre

- Batalla de Wizna - 6 a 10 septiembre
- Batalla de Hel - 1 septiembre a 2 de octubre